# Youngblood
Youngblood es una película de drama estadounidense de 1986, dirigida por Peter Markle. Está protagonizada por Rob Lowe, Patrick Swayze, Cynthia Gibb, Keanu Reeves y Ed Lauter.

## Argumento
Dean Youngblood es un granjero canadiense, que tiene un talento natural para el hockey sobre hielo. Sin embargo su audacia a la hora de marcar goles no va acompañada de fuerza física para resistir los golpes y enfrentamientos cuerpo a cuerpo. A pesar de ello, el entrenador Chadwick decide darle una gran oportunidad basándose simplemente en su habilidad con el stick.
Pero al final Youngblood debe regresar a casa después de tener que enfrentarse a Racki, otro jugador particularmente violento, el cual le pega una paliza. Por ello el joven vuelve al hogar natal, donde su padre, un antiguo jugador de los Chicago Blackhawks, y su hermano le enseñan a controlar sus nervios y a potenciar sus habilidades para el combate. Pronto, Dean Youngblood estará preparado para volver a las pistas de hielo, más fuerte y templado que nunca.

## Reparto
| Actor             | Personaje                           | Notas                                                                                              |
| ----------------- | ----------------------------------- | -------------------------------------------------------------------------------------------------- |
| Rob Lowe          | Dean Youngblood                     | |
| Patrick Swayze    | Derek Sutton                        | |
| Cynthia Gibb      | Jessie Chadwick                     | |
| Eric Nesterenko   | Blane Youngblood                    | Un veterano de 20 años en la NHL, Nesterenko, también fue el consultor de hockey de la película    |
| Jim Youngs        | Kelly Youngblood                    | |
| Ed Lauter         | Murray Chadwick, the Mustangs Coach | |
| Keanu Reeves      | Heaver, the Mustangs goalie         | Reeves actuó de "goalie" mientras estaba en la secundaria, ganándose el apodo de "The Wall".       |
| George Finn       | Carl Racki                          | Acreditado como George J. Finn. Finn fue un antiguo jugador junior en la Liga de Hockey de Ontario |
| Peter Faussett    | Huey Hewitt                         | |
| Simon Herring     | Guard                               | |
| Fionnula Flanagan | Miss McGill                         | |

## Producción
La filmación tomó lugar en el este de Toronto.

## Derechos de televisión
Los derechos de televisión de Youngblood son sostenidos por Versus.